# Опатовацкий десант
Опатовацкий десант — тактический речной советско-югославский десант, высаженный 3—5 декабря 1944 года кораблями Дунайской военной флотилии в ходе операции по освобождению Югославии в Великой Отечественной войне.

## План операции
В начале декабря 1944 года командующим войсками 3-го Украинского фронта Маршалом Советского Союза Ф. И. Толбухиным было запланировано проведение частной наступательной операции силами 57-й армии (командующий генерал М. Н. Шарохин) и 12-го корпуса Народно-освободительной армии Югославии (НОАЮ). Основной целью операции было сковывание противостоящих сил противника с целью недопущения переброски немецких войск на север в Венгрию, где велись крайне ожесточенные и упорные сражения Будапештской наступательной операции. Тактическая задача заключалась в наступлении с рубежа Сусек, Мартиницы в северо-западном направлении и ликвидации плацдарма противника на правом берегу Дуная на участке Илок — устье реки Дравы. В ходе операции перед Дунайской флотилией была поставлена задача содействовать 57-й армии в захвате сильно укрепленных городов на берегу Дуная Илок, Опатовац и Вуковар. На первом этапе операции флотилия должна была высадить тактические десанты в Илок и Опатовац. В этом районе оборонялись части немецкой группы армий «F».
Командующий Дунайской флотилией вице-адмирал С. Г. Горшков выделил в корабельный отряд высадки десанта из состава 2-й бригады речных кораблей (командир капитан 2 ранга А. Ф. Аржавкин) 8 бронекатеров и минный катер, в отряд артиллерийской поддержки — 5 минных катеров. В состав десанта назначены 305-й отдельный батальон морской пехоты, 11-й отдельный гвардейский пулемётно-артиллерийский батальон (командир гвардии подполковник А. Г. Храпун) из состава 1-го гвардейского укреплённого района, рота морской пехоты и два пехотных батальона Народно-освободительной армии Югославии (1522 человека).

## Ход операции
3 декабря 1944 года в 15:00 десант вышел из исходного пункта — города Нови-Сад. Моряки прошли вверх по реке 57 километров, в том числе 17 километров скрытно по участку, где оба берега были заняты противником. В 01:30 ночи 4 декабря был высажен первый эшелон десанта в намеченном пункте в 2-х километрах по течению ниже Опатоваца. Добившись полной внезапности, моряки и десантники застали врага врасплох и уже к 6-и часам утра был захвачен плацдарм в 3 километра по фронту и 2 километра в глубину. На него в районе 300 метров восточнее Опатовац, с 5:00 без потерь был высажен второй эшелон десанта в составе 11-го гвардейского отдельного пулемётно-артиллерийского батальона. Ещё одна группа морских пехотинцев (52 человека) была высажена непосредственно в город Илок с 5-и минных катеров.
По плану операции войска 57-й армии должны были перейти в наступление в 06:00 4 декабря, однако в силу ряда причин этот срок перенесли на 12 часов того же дня. Воспользовавшись этим, германское командование до начала наступления перебросило в район плацдарма подкрепления и начало атаковать плацдарм, пытаясь сбросить десантников в Дунай. Советские и югославские бойцы отбили все атаки противника и продержались до подхода советских войск 5 декабря. Соединившись с частями 68-го стрелкового корпуса 57-й армии, десантники, совместными усилиями в тот же день освободили Илок и Опатовац. Действия десанта поддерживались артиллерийским огнём берегового отряда сопровождения флотилии, корректировщики артогня находились в боевых порядках десанта. В ходе боя десантом было уничтожено до 400 солдат и офицеров противника, 20 огневых точек, подбито 20 танков и самоходных орудий.
Разведгруппа в районе Илока отвлекла на себя большие силы противника, но затем была оттеснена им на почти полностью затопленный островок у берега Дуная где, под шквальным огнём, держалась сутки. В неравном бою было уничтожено свыше роты противника. Из состава группы погибла половина — 25 бойцов, ещё 21 получили ранения и двое вскоре умерли от ран в госпитале. Потери в кораблях отсутствовали.
Успешно выполнив задачу первого этапа операции, Дунайская флотилия приступила к подготовке второго этапа — десанта в Вуковар.
За выдающиеся подвиги в этом бою звание Героя Советского Союза было присвоено лейтенантам Е. Г. Ларикову и М. А. Сысоеву, а также посмертно — краснофлотцу Б. Б. Мурадову.